# Chetag Cabolov
Chetag Cabolov (Cabolty) (* 17. listopadu 1991) je ruský zápasník–volnostylař osetské národnosti.

## Sportovní kariéra
Zápasení se věnoval od 10 let v Beslanu pod vedením Čermena Marzajeva. Připravuje střídavě ve Vladikavkazu a na předměstí Moskvy v Troicku. V ruské volnostylařské reprezentaci se pohyboval od roku 2012 ve váze do 66 kg. Od roku 2014 střída olympijskou váhu do 74 kg s neolympijskou vahou do 70 kg. V roce 2016 prohrál nominaci na olympijské hry v Riu s Aniuarem Gedujevem. Od roku 2017 soupeří o post ruské reprezentační jedničky se Zaurbekem Sidakovem.

## Výsledky
| Olympijské hry     |    | — |   |    |   | — |    |     |  |  |  |  |  |  |  |  |  |  |  |  |  |
| Mistrovství světa  | —  |   | — | 1. | — |   | 2. | —   |  |  |  |  |  |  |  |  |  |  |  |  |  |
| Evropské hry       |    |   |   |    | — |   |    |     |  |  |  |  |  |  |  |  |  |  |  |  |  |
| Mistrovství Evropy | —  | — | — | —  | — | — | —  | úč. |  |  |  |  |  |  |  |  |  |  |  |  |  |
| MS juniorů         | 1. |   |   |    |   |   |    |     |  |  |  |  |  |  |  |  |  |  |  |  |  |
| ME juniorů         | —  |   |   |    |   |   |    |     |  |  |  |  |  |  |  |  |  |  |  |  |  |